# Arracada de la Condomina
L'arracada de la Condomina, pièce d'or datant du VIe siècle av. J.-C., est un joyau de l'orfèvrerie orientale ibérique. Elle a été trouvée près de Villena (Alicante) et constitue l'une des pièces les plus remarquables du musée archéologique de la ville.

## Description
Il est fabriqué selon des techniques filigranées et granulées, avec des tubes se terminant par des sphérules, dont la forme et la disposition sont similaires à celles des arracadas d'Evora.
De nombreuses influences extérieures ont été recherchées, mais malgré la proximité de l'environnement colonial, il a été conclu que les joailliers de cette école ont clairement choisi des types d'expression qui la définissent comme autochtone.